# Gruntar
Gruntar je zgodovinski izraz za kmeta, ki je imel v posesti večjo kmetijo in je živel od zemlje. V svojih časih so veljali za premožne. Pomeni tudi, da je hiša zidana. Gruntar je tudi slovenski priimek.